# Корентен Толіссо
Коренте́н Толіссо́ (фр. Corentin Tolisso, нар. 3 серпня 1994, Тарар) — французький футболіст тоголезького походження, півзахисник «Ліона» та національної збірної Франції.

## Клубна кар'єра
Народився 3 серпня 1994 року в місті Тарар. Розпочав займатись футболом у невеличких футбольних клубах, а 2007 року у віці 13 років потрапив в академію «Ліона».
З 2012 року став залучатись до матчів другої команди «Ліона», що грала в аматорській лізі, а 10 серпня 2013 року в матчі проти «Ніцци» він дебютував за першу команду у Лізі 1. 9 березня 2014 року в поєдинку проти «Бордо» Корентен забив свій перший гол за «Ліон». У цьому ж сезоні Толіссо став фіналістом Кубка Франції. У 2015 році він допоміг клубу зайняти друге місце в чемпіонаті. 14 вересня 2016 року в поєдинку групового етапу Ліги чемпіонів проти загребського « Динамо» Корентен забив гол. Всього відіграв за команду з Ліона чотири сезони своєї ігрової кар'єри, взявши участь у 116 матчах Ліги 1
14 червня 2017 року Толіссо за 41,5 млн. євро став гравцем німецької «Баварії», підписавши контракт на 5 років, і цей трансфер став на той момент найдорожчим в історії німецького клубу. 5 серпня в матчі за Суперкубок Німеччини проти дортмундської «Боруссії» він дебютував за нову команду. У цьому поєдинку Корентен завоював свій перший трофей у складі «Баварії». 18 серпня в поєдинку проти «Баєра» він дебютував у Бундеслізі. У цьому ж поєдинку Толіссо забив свій перший гол за «Баварію». 5 грудня в заключному поєдинку групового етапу Ліги Чемпіонів проти «Парі Сен-Жермен» він зробив «дубль». Станом на 4 січня 2018 року відіграв за мюнхенський клуб 15 матчів в національному чемпіонаті.

## Виступи за збірні
2012 року дебютував у складі юнацької збірної Франції, взяв участь у 1 іграх на юнацькому рівні.
Протягом 2013–2016 років залучався до складу молодіжної збірної Франції. На молодіжному рівні зіграв у 22 офіційних матчах, забив 6 голів. Тим не менш хоча він народився у Франції і, виступав за цю збірну на різних рівнях молодіжних команд, включаючи Францію U-21, в якій був капітаном, Толіссо також мав право представляти збірну Того через коріння свого батька. У 2016 році тренер збірної француз Того Клод Ле Руа заявив, що він намагатиметься переконати Толіссо представляти Того замість Франції. Толіссо визнав свої зв'язки з Того, але залишився вірним Франції, заявивши, що "я народився тут і виріс тут".
28 березня 2017 року дебютував в офіційних іграх у складі національної збірної Франції у товариському матчі проти збірної Іспанії (0:2).

## Статистика виступів

### Статистика клубних виступів
Станом на 12 травня 2018 року
| Сезон              | Команда            | Чемпіонат          | Чемпіонат | Чемпіонат | Національний кубок | Національний кубок | Національний кубок | Континентальні кубки | Континентальні кубки | Континентальні кубки | Інші змагання | Інші змагання | Інші змагання | Усього | Усього |
| Сезон              | Команда            | Ліга               | Ігор      | Голів     | Ліга               | Ігор               | Голів              | Ліга                 | Ігор                 | Голів                | Ліга          | Ігор          | Голів         | Ігор   | Голів  |
| ------------------ | ------------------ | ------------------ | --------- | --------- | ------------------ | ------------------ | ------------------ | -------------------- | -------------------- | -------------------- | ------------- | ------------- | ------------- | ------ | ------ |
| 2011–12            | «Ліон-2»           | А (IV)             | 2         | 0         | -                  | -                  | -                  | -                    | -                    | -                    | -             | -             | -             | 2      | 0      |
| 2012–13            | «Ліон-2»           | А (IV)             | 20        | 0         | -                  | -                  | -                  | -                    | -                    | -                    | -             | -             | -             | 20     | 0      |
| 2013–14            | «Ліон-2»           | А (IV)             | 8         | 1         | -                  | -                  | -                  | -                    | -                    | -                    | -             | -             | -             | 8      | 1      |
| Усього за «Ліон-2» | Усього за «Ліон-2» | Усього за «Ліон-2» | 30        | 1         |                    | -                  | -                  |                      | -                    | -                    |               | -             | -             | 30     | 1      |
| 2013–14            | «Ліон»             | K1                 | 14        | 1         | КФ+КЛ              | 1+1                | 0+0                | ЛЄ                   | 9                    | 0                    | -             | -             | -             | 25     | 1      |
| 2014–15            | «Ліон»             | K1                 | 38        | 7         | КФ+КЛ              | 2+0                | 0+0                | ЛЄ                   | 3                    | 0                    | -             | -             | -             | 43     | 7      |
| 2015–16            | «Ліон»             | K1                 | 33        | 5         | КФ+КЛ              | 3+2                | 1+1                | ЛЧ                   | 6                    | 0                    | СФ            | 1             | 0             | 45     | 7      |
| 2016–17            | «Ліон»             | K1                 | 31        | 8         | КФ+КЛ              | 1+0                | 1+0                | ЛЧ+ЛЄ                | 6+8                  | 2+2                  | СФ            | 1             | 1             | 47     | 14     |
| Усього за «Ліон»   | Усього за «Ліон»   | Усього за «Ліон»   | 116       | 21        |                    | 10                 | 3                  |                      | 32                   | 4                    |               | 2             | 1             | 160    | 29     |
| 2017–18            | «Баварія»          | БЛ                 | 26        | 6         | КН                 | 5                  | 1                  | ЛЧ                   | 8                    | 3                    | СН            | 1             | 0             | 40     | 10     |
| Усього за кар'єру  | Усього за кар'єру  | Усього за кар'єру  | 172       | 28        |                    | 15                 | 4                  |                      | 40                   | 7                    |               | 2             | 1             | 230    | 40     |

### Статистика виступів за збірну
Станом на 12 травня 2018 року
| Дата       | Місто           | Господарі | Результат | Гості    | Турнір            | Голи | Примітки |
| ---------- | --------------- | --------- | --------- | -------- | ----------------- | ---- | -------- |
| 28-3-2017  | Сен-Дені        | Франція   | 0 – 2     | Іспанія  | товариський матч  | -    | 80'      |
| 7-10-2017  | Софія (місто)   | Болгарія  | 0 – 1     | Франція  | Відбір до ЧС 2018 | -    |          |
| 10-10-2017 | Сен-Дені        | Франція   | 2 – 1     | Білорусь | Відбір до ЧС 2018 | -    |          |
| 10-11-2017 | Сен-Дені        | Франція   | 2 – 0     | Уельс    | товариський матч  | -    | 46'      |
| 14-11-2017 | Кельн           | Німеччина | 2 – 2     | Франція  | товариський матч  | -    |          |
| 27-3-2018  | Санкт-Петербург | Росія     | 1 – 3     | Франція  | товариський матч  | -    | 66'      |
| Усього     |                 | Матчів    | 6         |          | Голів             | 0    |          |

| Дата       | Місто           | Господарі          | Результат | Гості              | Турнір                             | Голи | Примітки  |
| ---------- | --------------- | ------------------ | --------- | ------------------ | ---------------------------------- | ---- | --------- |
| 4-9-2014   | Астана          | Казахстан          | 1 – 5     | Франція            | Кваліфікація молодіжного Євро-2015 | -    | 81'       |
| 8-9-2014   | Осер            | Франція            | 1 – 1     | Ісландія           | Кваліфікація молодіжного Євро-2015 | -    |           |
| 14-10-2014 | Гальмстад       | Швеція             | 4 – 1     | Франція            | Кваліфікація молодіжного Євро-2015 | -    | 75'       |
| 13-11-2014 | Ла-Спеція       | Італія             | 1 – 1     | Франція            | Товариський матч                   | -    | 64' — 83' |
| 17-11-2014 | Брест           | Франція            | 3 – 2     | Англія             | Товариський матч                   | -    | 74'       |
| 25-3-2015  | Валансьєнн      | Франція            | 6 – 0     | Естонія            | Товариський матч                   | 1    |           |
| 30-3-2015  | Седан (місто)   | Франція            | 4 – 1     | Нідерланди         | Товариський матч                   | 1    | 78'       |
| 11-6-2015  | Геньон          | Франція            | 1 – 1     | Південна Корея     | Товариський матч                   | -    | 87'       |
| 16-6-2015  | Безансон        | Франція            | 2 – 1     | Парагвай           | Товариський матч                   | -    | 28'       |
| 10-10-2015 | Абердин         | Шотландія          | 1 – 2     | Франція            | Кваліфікація молодіжного Євро-2017 | 1    | 45+2'     |
| 13-10-2015 | Страсбург       | Франція            | 2 – 0     | Україна            | Кваліфікація молодіжного Євро-2017 | -    |           |
| 12-11-2015 | Генгам          | Франція            | 1 – 0     | Північна Ірландія  | Кваліфікація молодіжного Євро-2017 | -    |           |
| 15-11-2015 | Скоп'є          | Північна Македонія | 2 – 2     | Франція            | Кваліфікація молодіжного Євро-2017 | -    | 68'       |
| 24-3-2016  | Анже            | Франція            | 2 – 0     | Шотландія          | Кваліфікація молодіжного Євро-2017 | -    |           |
| 28-3-2016  | Ле-Ман          | Франція            | 1 – 1     | Північна Македонія | Кваліфікація молодіжного Євро-2017 | -    |           |
| 2-9-2016   | Київ            | Україна            | 1 – 0     | Франція            | Кваліфікація молодіжного Євро-2017 | -    |           |
| 6-9-2016   | Кан (Кальвадос) | Франція            | 2 – 0     | Ісландія           | Кваліфікація молодіжного Євро-2017 | 2    |           |
| 6-10-2016  | Гавр            | Франція            | 5 – 1     | Грузія             | Товариський матч                   | 1    | 46'       |
| 11-10-2016 | Белфаст         | Північна Ірландія  | 0 – 3     | Франція            | Кваліфікація молодіжного Євро-2017 | -    | 90+2'     |
| Усього     |                 | Матчів             | 19        |                    | Голів                              | 6    |           |

## Титули і досягнення

### Командні
- Володар Суперкубка Німеччини (4):

«Баварія»: 2017, 2018, 2020, 2021
- Чемпіон Німеччини (5):

«Баварія»:  2017-18, 2018-19, 2019-20, 2020-21, 2021-22
- Володар Кубка Німеччини (2):

«Баварія»: 2018-19, 2019-20
- Переможець Ліги чемпіонів УЄФА (1):

«Баварія»: 2019-20
- Переможець Суперкубка УЄФА (1):

«Баварія»: 2020
- Переможець Клубного чемпіонату світу (1):

«Баварія»: 2020
- Чемпіон світу (1):

Франція:  2018

### Особисті
- У символічній збірній Ліги Європи УЄФА: 2016–17[17]